# Прохлада
Прохлада (болг. Прохлада) — село в Болгарии. Находится в Силистренской области, входит в общину Дулово. Население составляет 237 человек.

## Политическая ситуация
В местном кметстве Прохлада, в состав которого входит Прохлада, должность кмета (старосты) исполняет Закир Сюлейман Хасан (Движение за права и свободы (ДПС)) по результатам выборов правления кметства.
Кмет (мэр) общины Дулово — Митхат Мехмед Табаков (Движение за права и свободы (ДПС)) по результатам выборов в правление общины.